# Melasina zalomorpha
Melasina zalomorpha är en fjärilsart som beskrevs av Edward Meyrick 1930. Melasina zalomorpha ingår i släktet Melasina och familjen säckspinnare. Inga underarter finns listade i Catalogue of Life.